# Kristan Vrh
Kristan Vrh – wieś w Słowenii, w gminie Šmarje pri Jelšah. W 2018 roku liczyła 401 mieszkańców.